# International School of Beijing
| Tipo di scuola         | Privata       |
| Affiliazione religiosa | Nessuna       |
| Fondata                | 1980          |
| Sede                   | Pechino, Cina |
| Mascotte               | Dragone       |
| Colori ufficiali       | Blu e Bianco  |

La International School of Beijing (ISB) è una scuola privata per stranieri residenti a Pechino, Cina. Solo studenti con un passaporto non-cinese possono iscriversi.  La scuola fu fondata nel 1980 da cinque ambasciate, Canada, USA, Nuova Zelanda, Australia, e Gran Bretagna.
Nell'anno scolastico 2005-2006, la scuola ha celebrato il suo 25º anniversario.  L'ISB è una scuola a lingua inglese che va dall'asilo nido sino alle scuole superiori a modello anglosassone. L'High School offre il programma di Diploma dell'IB, Baccellierato Internazionale, un titolo di studio internazionalmente riconosciuto per l'accesso all'università, nato nel 1967. L'ufficio centrale del Baccellierato Internazionale ha sede a Ginevra, ed è diretto da un Consiglio Internazionale sostenuto da numerosi governi di tutto il mondo. Questo curriculum di studi è stato creato con l'espresso obiettivo di superare le difficoltà di riconoscimento e di parificazione dei titoli di studio.
La scuola è internazionalmente conosciuta per i suoi alti standard di insegnamento. Inoltre, l'International School of Beijing offre molte attività di educazione e ricreazione extra-curriculae. Con le sue 4 palestre, 6 campi da tennis, 2 campi da baseball, 1 piscina, pista podistica da 400 metri, e stadio da calcio, la scuola ha numerose e incredibili strutture sportive. Le varie squadre dell'International School of Beijing partecipano all'Asia Pacific Activities Conference (APAC), e altri tornei sportivi come, ad esempio, la China Cup e l'IFFC.
La scuola non è solo nota per le vittorie delle sue squadre sportive ma anche per il suo programma artistico. Infatti la scuola offre una chance per gli studenti di partecipare ad attività come l'orchestra, la banda jazz, il coro e il teatro.